# Abraham B. Hasbrouck

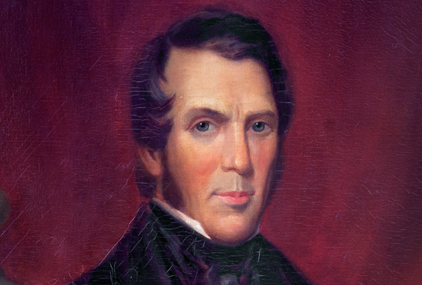
Abraham B. Hasbrouck

Abraham Bruyn Hasbrouck (* 29. November 1791 in Kingston, New York; † 24. Februar 1879 ebenda) war ein US-amerikanischer Jurist und Politiker. Zwischen 1825 und 1827 vertrat er den Bundesstaat New York im US-Repräsentantenhaus. Der Kongressabgeordnete Abraham Joseph Hasbrouck war sein Cousin.

## Werdegang
Abraham Bruyn Hasbrouck graduierte 1806 an der Kingston Academy und 1810 am Yale College. Er studierte Jura in Hudson (New York) und Litchfield (Connecticut). Seine Zulassung als Anwalt erhielt er 1813 und begann dann im folgenden Jahr in Kingston zu praktizieren. Politisch gehörte er der Anti-Jacksonian-Fraktion an.
Bei den Kongresswahlen des Jahres 1824 für den 19. Kongress wurde er im siebten Wahlbezirk von New York in das US-Repräsentantenhaus in Washington, D.C. gewählt, wo er am 4. März 1825 die Nachfolge von Lemuel Jenkins antrat. Da er auf eine erneute Kandidatur im Jahr 1826 verzichtete, schied er nach dem 3. März 1827 aus dem Kongress aus.
Er wurde 1831 Präsident der Ulster County Bank. Zwischen 1840 und 1850 war er Präsident am Ruthers College (heute Rutgers University) und lebte in dieser Zeit in New Brunswick (New Jersey). 1850 kehrte er nach Kingston zurück. Hasbrouck war Präsident der Kingston Bank und Gründer der Ulster County Historical Society. Er verstarb am 24. Februar 1879 in Kingston und wurde dann auf dem Pine Street Cemetery beigesetzt.